# Ноа Тішбі
Ноа Тохар Тішбі (івр. נועה טוהר תשבי; нар. 22 травня 1975 року, Тель-Авів) — ізраїльська активістка та акторка. Вона знімалася в різних американських телешоу та фільмах, серед яких «Інтрижка», «Острів», «Частини тіла», «Велике кохання», «NCIS: Полювання на вбивць» та інші. Вона також є співвиконавчим продюсером серіалу «На лікуванні» на каналі HBO, який є адаптацією ізраїльського серіалу «БеТіпул». Її продюсерська компанія, Noa's Arc, також відповідала за продаж кількох інших адаптацій ізраїльських програм американським мережам.
Тішбі також займається сіоністським активізмом, заснувавши у 2011 році адвокаційну організацію Act for Israel. У 2021 році вона опублікувала свою першу книгу «Ізраїль: Простий путівник по найбільш незрозумілій країні на Землі». Протягом року, з 2022 по 2023 рік, вона була спеціальною посланницею з питань боротьби з антисемітизмом та делегітимізації Ізраїлю.

## Біографія

### Ранні роки
Ноа Тішбі народилася 22 травня 1975 року в Тель-Авіві, Ізраїль, в єврейській родині, яка брала участь у створенні Ізраїлю. Кібуц, співзасновником якого був її дід, був одним з перших в історії Ізраїлю. Тішбі почала грати в ранньому віці, знімаючись у рекламних роликах у віці 8 років. У підлітковому віці вона отримала театральну стипендію від Тель-Авівського музею мистецтв і зіграла в кількох театральних постановках і телевізійних шоу. Вона також прослужила два з половиною роки в Армії оборони Ізраїлю.

### Карʼєра
Тішбі почала здобувати популярність в Ізраїлі в 1990-х роках, з'явившись в ізраїльській телевізійній драмі «Рамат-Авів Гіммель»  і зігравши роль Аніти у постановці «Вестсайдської історії» в театрі «Габіма». Вона також випустила англомовний альбом (Nona) і з'являлася на обкладинках журналів і білбордах як модель. На початку 2000-х років вона переїхала до Лос-Анджелеса.
До 2006 року Тішбі з'явилася в низці телевізійних ролей у таких серіалах, як «Зоряний шлях», «Частини тіла», «CSI: Місце злочину», «4400» і «Усі жінки — відьми». Вона також зіграла роль у фільмі 2005 року «Острів». У 2008 році Тішбі продала ізраїльський драматичний серіал «БеТіпул» телеканалу HBO. Це був перший ізраїльський формат, який став американським телевізійним шоу. Прем'єра американської адаптації, «На лікуванні», відбулася у 2008 році, де Тішбі виступила співвиконавчим продюсером разом із Марком Волбергом. Він виходив протягом трьох сезонів між 2008 і 2010 роками, а потім повернувся на четвертий сезон у 2021 році, де Тішбі все ще була співвиконавчим продюсером. Серіал, який розповідає про серію вигаданих терапевтичних сеансів, отримав Премію Пібоді у 2009 році. Одночасно Тішбі продовжувала грати ролі в таких серіалах, як «NCIS: Полювання на вбивць» і «Велике кохання».
Крім того, Тішбі почала пітчингувати адаптації інших ізраїльських програм для американських мереж через свою продюсерську компанію Noa's Arc. Тішбі була відповідальна за розробку адаптацій для серіалу «На відстані дотику», а також «Життя - це не все», який був перейменований на «Розлучення: Історія кохання» для американської версії.
У квітні 2021 року вийшла її перша книга «Ізраїль: Простий путівник по найбільш незрозумілій країні на Землі». У книзі розповідається про історію та культуру Ізраїлю з автобіографічними подробицями. У книзі Тішбі займає сіоністську позицію і критикує рух «Бойкот, дивестиція та санкції» (BDS) в контексті палестинсько-ізраїльського конфлікту. Книга була опублікована видавництвом Simon & Schuster.

## Громадська діяльність

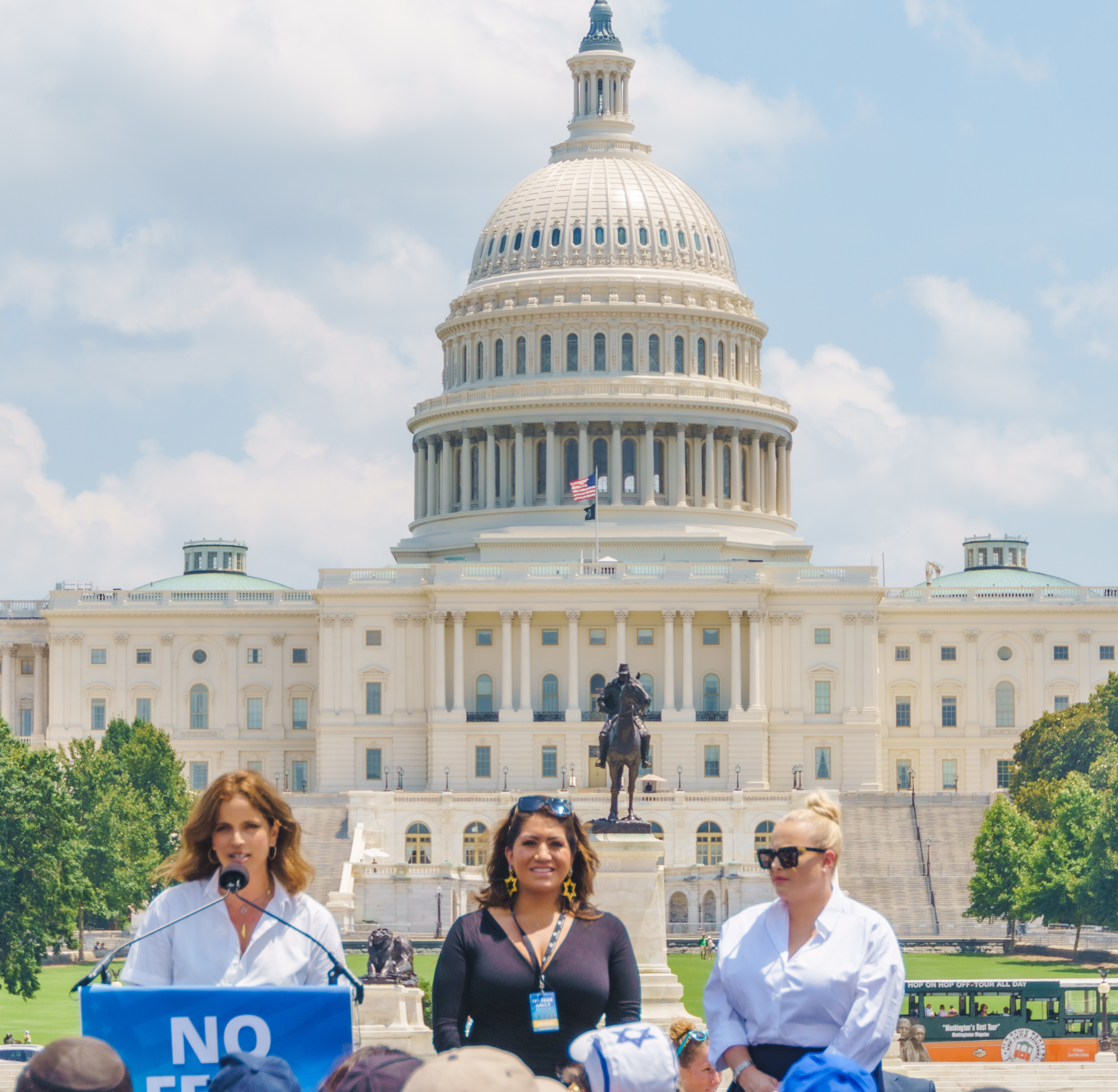
Мітинг біля Капітолію на знак солідарності з єврейським народом, Вашингтон, США, 2021 рік

Тішбі є активісткою, яка виступає на захист Ізраїлю щонайменше з 2011 року. Того ж року вона заснувала Act for Israel, проізраїльську правозахисну організацію в Інтернеті. Тішбі створила групу, щоб допомогти виправити дезінформацію про історію, культуру та урядову політику Ізраїлю. Зокрема, Тішбі різко критикувала рух BDS, називаючи принципи, що стоять за ним, «дезінформацією, маніпуляціями, знищенням історії та відвертою брехнею». Вона також назвала «ганебною» характеристику Amnesty International Ізраїлю як держави апартеїду.
У 2014 році вона заснувала організацію Reality Israel, яка проводить серію «лідерських поїздок» для єврейських і неєврейських людей в Ізраїлі. У 2016 і 2018 роках вона виступала перед Генеральною Асамблеєю Організації Об'єднаних Націй в Нью-Йорку на підтримку Ізраїлю. У лютому 2021 року Тішбі приєдналася до Black–Jewish Entertainment Alliance.
У 2022 році Тішбі стала 11 000-м підписантом благодійної кампанії Jewish Future Pledge, створеної за зразком The Giving Pledge, щоб заохотити американських євреїв спрямовувати щонайменше 50% своїх благодійних пожертв на справи, пов'язані з єврейством чи Ізраїлем.

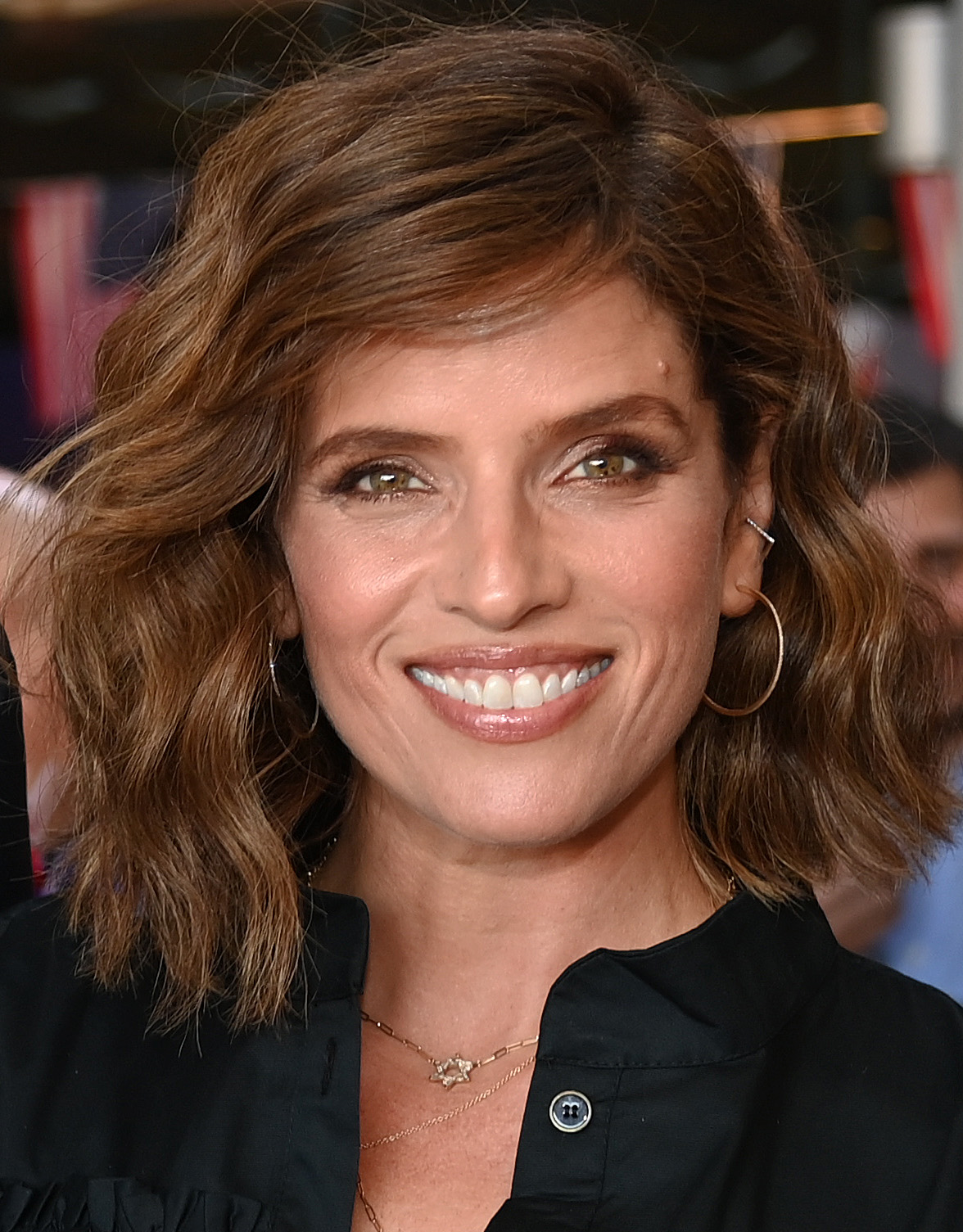
Ноа Тішбі у посольстві США в Єрусалимі, 2022 рік

У квітні 2022 року тодішній прем'єр-міністр Яір Лапід призначив Тішбі спеціальною посланницею з питань боротьби з антисемітизмом і делегітимізації Ізраїлю, першою людиною на новоствореній посаді. У квітні 2023 року вона була звільнена з посади після того, як виступила проти судової реформи, запропонованої новим урядом переобраного прем'єр-міністра Беньяміна Нетаньягу.
Після вторгнення ХАМАС в Ізраїль у 2023 році, Тішбі стала провідним проізраїльським голосом у США. У 2024 році Тішбі написала, що соціальні мережі є основним майданчиком для стрімкого зростання антисемітизму, з його анонімністю, ботами і тролями, такими як «Малайзійська армія тролів» у 2021 році. Вона закликала соціальні медіа-платформи посилити модерацію контенту, прийняти визначення антисемітизму, запропоноване IHRA, і забезпечити активні механізми звітності. Вона закликала уряди посилити закони проти мови ненависті та притягнути до відповідальності компанії, що займаються соціальними мережами. Вона закликала громадянське суспільство розпізнавати і протидіяти антисемітизму, вбудованому в освіту, і надавати юридичну та психологічну підтримку жертвам онлайн-антисемітизму.

## Фільмографія
Як акторка

### Кіно
| Рік  | Назва                     | Роль          | Примітки                 |
| ---- | ------------------------- | ------------- | ------------------------ |
| 1997 | Геркулес                  | Мегара        | Голос (дубляж на івриті) |
| 2003 | З'єднуючі точки           | Керрі         |                          |
| 2004 | Людина-скелет             | Сержант Девіс |                          |
| 2005 | Фетва                     | Шпигунка      |                          |
| 2005 | Острів                    | Речниця       |                          |
| 2009 | Привиди колишніх подружок | Кікі          |                          |

### Телебачення
| Рік  | Назва                       | Роль                                                | Notes                                |
| ---- | --------------------------- | --------------------------------------------------- | ------------------------------------ |
| 1995 | Рамат-Авів Гіммель          | Дафна Маор                                          | Роль другого плану (ізраїльське шоу) |
| 2001 | Шачар                       | Дана Мазор                                          | Роль другого плану (ізраїльське шоу) |
| 2003 | Міс Матч                    | Беверлі                                             | Епізод: «Ціна кохання»               |
| 2003 | З'єднання                   | Дівчина                                             | Епізод: «Іноземна справа»            |
| 2003 | Шоу Дрю Кері                | Рейчел                                              | Епізод: «Неділя Блекча»              |
| 2003 | C.S.I.: Місце злочину Маямі | Глорія Танан / Джина К'юсак                         | Епізод: «Подвійний ковпак»           |
| 2003 | Частини тіла                | Жанель                                              | Епізод: «Манді/Ренді»                |
| 2004 | Зоряний шлях: Ентерпрайз    | Аманда Коул                                         | Епізод: «Провісник»                  |
| 2005 | Лас-Вегас                   | Ліза                                                | Епізод: «Кит часу»                   |
| 2005 | 4400                        | Хлої Грейнджер                                      | Епізод: «Вага світу»                 |
| 2005 | Усі жінки — відьми          | Чорне серце                                         | Епізод: «Зло в країні чудес»         |
| 2005 | Місце злочину: Нью-Йорк     | Поллі Парт'єм                                       | Епізод: «Джамалот»                   |
| 2009 | Велике кохання (телесеріал) | Ладонна                                             | 4 епізоди                            |
| 2009 | NCIS: Полювання на вбивць   | Агент Управління боротьби з наркотиками Клер Коннел | Епізод: «Правда або наслідки»        |
| 2009 | Противага                   | Мікель Даян                                         | Епізод: «Робота двох живих екіпажів» |
| 2009 | Валентин                    | Баст                                                | 4 епізоди                            |
| 2010 | Глибокий кінець             | Рейчел Блау                                         | Пілот                                |
| 2015 | Копай                       | Ліат                                                | 6 епізодів                           |
| 2018 | Інтрижка                    | Психолог                                            | 1 епізод                             |
| 2023 | Ерец Нехедерет              | Активістка коледжу                                  | 1 епізод                             |

Як продюсер
| Рік       | Назва                       | Роль                | Примітки           |
| --------- | --------------------------- | ------------------- | ------------------ |
| 2008–2010 | На лікуванні                | Виконавчий продюсер | 106 епізодів       |
| 2013      | Розлучення: Історія кохання | Виконавчий продюсер | Телевізійний фільм |

## Особисте життя
Тішбі була одружена з австралійським телеведучим Ошером Гюнсбергом з 2008 по 2011 рік. Пізніше у неї були стосунки з фінансистом Россом Гінклом, від яких у листопаді 2015 року народився син Арі.